# Johan Winkler
Johan Winkler (* 6. Oktober 1898 in Haarlem; † 27. September 1986 in Deventer) war ein niederländischer Journalist, Autor und Übersetzer. Er war seit 1930 für alle Tageszeitungen des Verlages „De Arbeiderspers“ zuständig und von 1948 bis 1955 Chefredakteur der politischen Wochenzeitung Vrij Nederland.

## Leben

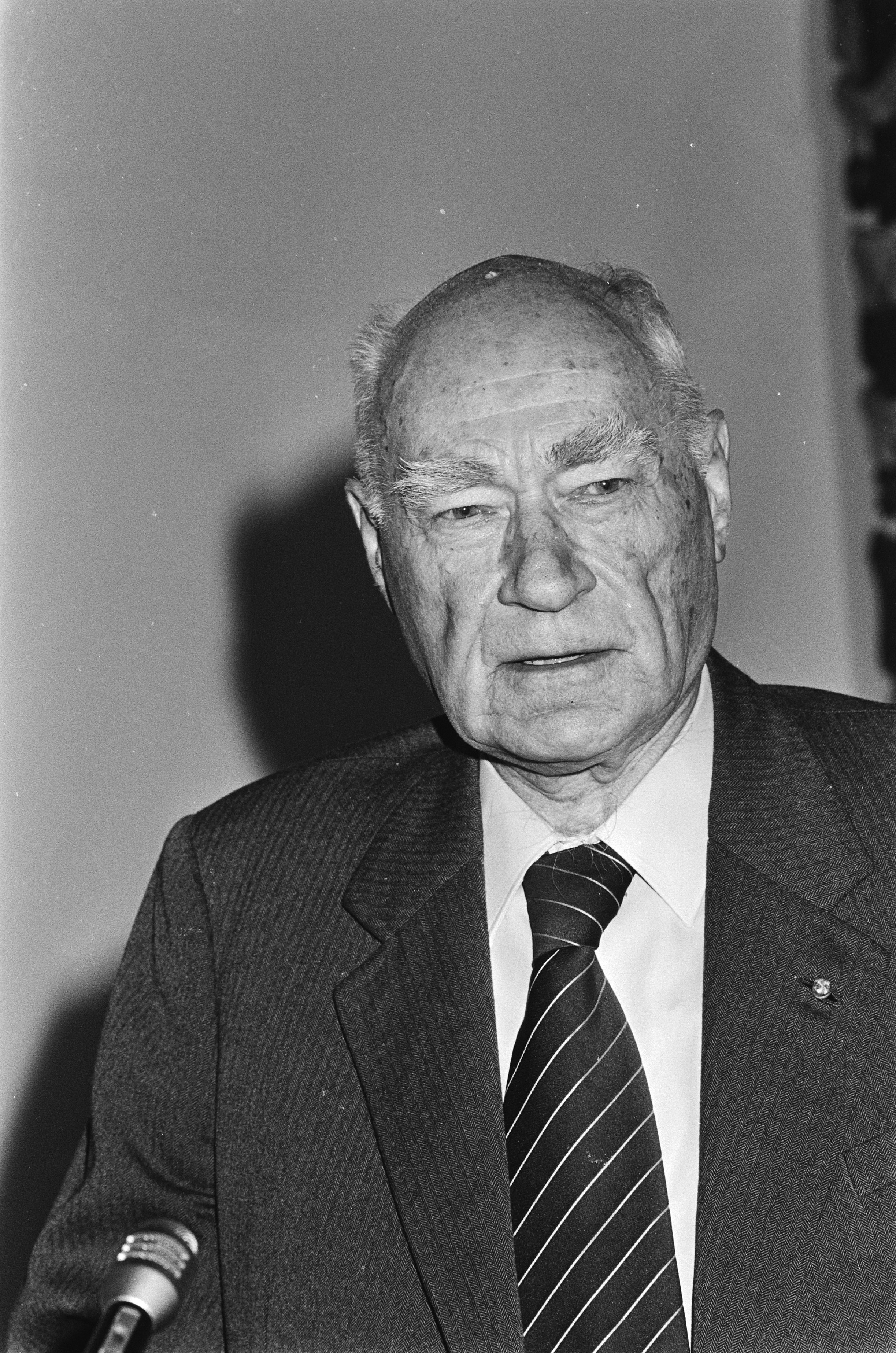
Johan Winkler

Von reformierter Herkunft, studierte Winkler zunächst Theologie in Leiden und Amsterdam, brach dieses Studium jedoch vorzeitig ab. Im Anschluss daran studierte er zumeist nebenher – er war seit 1919 Mitglied der SDAP und ein Jahr später für zwei Jahre persönlicher Sekretär von Pieter Jelles Troelstra – Germanistik. Nachdem er bereits 1921 einen Abschluss in Deutsch für die Mittelstufe erlangt hatte, schloss Winkler dieses Studium 1924 mit dem Kandidatsexamen ab.
Nach einer kurzen Zeit als Lehrer an einer christlichen Mittelschule in Amsterdam kam Winkler 1923 als Korrektor und Berichterstatter zu Het Volk, dem Sprachrohr der SDAP (nach dem Zweiten Weltkrieg als Het Vrije Volk fortgesetzt). 1927 wurde er als Redaktionsleiter der Rotterdamer Zeitung Vorwaarts eingesetzt. Nachdem 1928 beide Blätter in den neuen Amsterdamer Verlag „De Arbeiderspers“, der sich im Eigentum der SDAP und dem Gewerkschaftsbund „Nederlandsch Verbond van Vakvereenigingen“ befand, zusammengeführt worden waren, wurde Winkler 1930 aus Rotterdam dorthin zurückgeholt und zum Redaktions- und Verlagsleiter aller Tageszeitungen des Verlages ernannt.
In den 1930er Jahren hatte Winkler eine feste Rubrik mit dem Namen „Geestelijk Leven“, in der er sich mit fortschrittlichen Kräften in der Kirche und dem Kirchenstreit in Deutschland befasste. Als im August 1940, während der Anfangszeit der deutschen Besatzung der Niederlande, Het Volk unter die Kontrolle der Besatzer kam und alle jüdischen Mitarbeiter entlassen wurden, verließ Winkler die Zeitung und arbeitete kurzzeitig für das Algemeen Handelsblad. Danach gründete er den Verlag „Amsterdamse Boek- en Courantenmaatschappij“ mit, der vor allem jenen Arbeit verschaffte, die gerade ihre Stelle verloren hatten. Als der Verlag aber 1943 ebenfalls ins Visier der deutschen Besatzer kam tauchten Winkler und seine Frau unter. Zu dieser Zeit war er auch Mitarbeiter der „Eerste Nederlandse Systematisch Ingerichte Encyclopædie“.
Nach dem Krieg wurde Winkler kurzzeitig stellvertretender Chefredakteur des Algemeen Handelsblad, wechselte jedoch bereits 1946 in gleicher Funktion zur ehemaligen Widerstandszeitung Het Parool. 1948 nahm er bei der kränkelnden Wochenzeitung Vrij Nederland neben Henk van Randwijk die Position des zweiten Chefredakteurs ein. Dieser Schritt hing mit der seit einiger Zeit laufenden finanziellen Unterstützung von Vrij Nederland durch Het Parool zusammen. Eine von Het Parool erwünschte Fusion von Vrij Nederland mit der gleichgesinnten Wochenzeitschrift De Groene Amsterdammer kam unter anderem deshalb nicht zustande, weil die Redaktion der letzteren van Randwijk nicht als Chefredakteur akzeptieren wollte. Das Verhältnis zwischen van Randwijk und Winkler gestaltete sich mühsam, 1950 verließ ersterer schließlich die Redaktion. Wie van Randwijk war auch Winkler ein Gegner des damaligen Kolonialkrieges in Niederländisch-Indien, sodass er aufgrund dessen die SDAP-Nachfolgepartei PvdA verließ. 1955 kam es zum Ende von Winklers Zeit bei Vrij Nederland, Grund waren unter anderem Meinungsverschiedenheiten mit dem Redaktionsrat der Zeitung, der zum Teil mit Vertretern gesellschaftlicher und politischer Gruppierungen besetzt war.
Nachdem er einige Jahre als Freier Journalist gearbeitet hatte, wurde Winkler 1961 bei „de Kluwerpers“ Chefredakteur der dort herausgegebenen Zeitungen, worunter auch das Deventer Dagblad (heute eine Ausgabe von De Stentor) fiel. Auch im Anschluss an seine Pensionierung von 1965 war Winkler als Journalist tätig.
Neben seiner journalistischen Tätigkeit übersetzte Winkler Werke von Willy Brandt, Leszek Kołakowski, Erich Kuttner, Kaj Munk, Rainer Maria Rilke, Upton Sinclair und Stefan Zweig. Des Weiteren war er auch sporadisch als Autor tätig, so schrieb Winkler zwei Bücher über seinen früheren Chef Troelstra und widmete auch Munk und Albert Schweitzer, mit denen er sich ausgiebig beschäftigte, seine Autorenschaft. Seine christlich-sozialistische Einstellung thematisierte er in „De grote ontmoeting (van Christendom en Socialisme)“.
Winkler war Mitglied der „Commissie Kerk en Samenleving van de Nederlandse hervormde kerk“ (Kommission Kirche und Zusammenleben der Niederländischen Reformierten Kirche), hinzu kamen die Ehrenmitgliedschaften in der „Nederlandse Vereniging van Journalisten“ (NVJ, Niederländische Journalistenvereinigung) und der „Genootschap van Vertalers“ (Gesellschaft von Übersetzern). Er erhielt niederländische, dänische und französische Auszeichnungen.

## Werke
- Pieter Jelles Troelstra, Querido, Amsterdam 1933
- Jan, Arbeiderspers, Amsterdam 1937
- De Grote Ontmoeting (van Christendom en Socialisme), Arbeiderspers, Amsterdam 1937
- Café in Antwerpen, Amsterdamsche Boek- en Courantenmaatschappij, Amsterdam 1946
- Profeet van een nieuwe tijd. Leven en streven van mr. Pieter Jelles Troelstra, Amsterdamsche Boek- en Courantenmaatschappij, Amsterdam 1948
- Kaj Munk, dominee, dichter, martelaar (mit Niels Njgaard),  D. A. Daamen, Den Haag 1950
- Naar het land van Brazza en Albert Schweitzer, D. A. Daamen, Amsterdam 1951
- In Gods naam. Acht levens voor anderen, Arbeiderspers, Amsterdam 1960

### Online
- Biografisch Woordenboek van Nederland (niederländisch)